# Nya Zeelands herrlandslag i vattenpolo
Nya Zeelands herrlandslag i vattenpolo (engelska: New Zealand men's national water polo team) representerar Nya Zeeland i vattenpolo på herrsidan. Laget slutade på 15:e plats i världsmästerskapet 2007.

### Fotnoter
1. ↑  Todor Krastev (19 mars 2007). ”Men Water Polo World Championship 2007 Melbourne (AUS) - 20.03-01.04 Winner Croatia” (på engelska). Sport Statistics. Arkiverad från originalet den 27 juni 2015. https://web.archive.org/web/20150627073654/http://todor66.com/Water_Polo/World/Men_2007.html. Läst 27 juni 2015.